# Rosie Newman

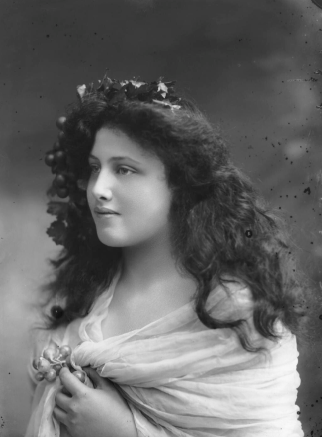
Rosie Violet Nina Millicent Newman, 1910, Bassano

Rosie Violet Nina Millicent Newman (geborene Neumann, * 25. Juli 1896 in London, England; † 16. Februar 1988) war eine britische Amateurfilmerin.

## Leben
Rosie Newman war eines von fünf Kindern des aus Fürth im Königreich Bayern stammenden Bankiers Sir Sigismund Neumann, 1. Baronet (1857–1916), der als ein sogenannter „Randlord“ durch südafrikanische Diamanten zu immensem Wohlstand gelangte und 1912 in den britischen Adel aufstieg, aus dessen Ehe mit Anna Allegra Hakim († 1951), einer Ägypterin. Als solche gehörte sie zu den höchsten Kreisen in Großbritannien. Die sich daraus ergebenden Verbindungen zu Politikern und Diplomaten erwiesen sich auf ihren zahlreichen Reisen als sehr nützlich.
Ihre erste Filmkamera erwarb sie 1928 anlässlich einer Reise nach Marokko. Bereits sehr früh, praktisch mit der Verfügbarkeit des Kodachrome 16mm-Schmalfilmmaterials, ging sie dazu über, Farbfilme zu drehen. So entstanden Filme ihrer Reisen nach Ägypten und insbesondere nach Indien, wo sie das Leben der britischen High-Society und touristische Aktivitäten inklusive Tigerjagden und Elefantenritten filmte und so beiläufig Dokumente einer damals bereits untergehenden kolonialen Welt schuf.
Im Blick hatte sie dabei das Pittoreske, aber auch das Alltägliche, die Ablichtung von Armut und Elend vermied sie. Manchmal verstand sie auch nicht, was sie sah, so erscheint als Zwischentitel eines Indienfilms einmal: „Eine malerische Gasse von Häusern mit vergitterten Fenstern“. Tatsächlich zeigt sie den Bordellbezirk mit den hinter den Gittern sich anbietenden Prostituierten. Am Chowpatty Beach in Bombay filmte sie über eine Menschenmenge hinweg, offenbar ohne zu bemerken, dass es sich um eine politische Versammlung der damals erstarkenden indischen Unabhängigkeitsbewegung handelte. Die so entstandenen Filme wurden nicht nur im Bekanntenkreis, sondern auch öffentlich im Rahmen von Wohltätigkeitsveranstaltungen gezeigt.
1936 wurde sie als Fellow in die Royal Geographical Society aufgenommen. Im selben Jahr änderte sie ihren Familiennamen mit königlicher Lizenz von Neumann zu Newman.
Sie filmte aber nicht nur auf Reisen, sondern gelegentlich auch in der Nachbarschaft. So entstand die erste Farbfilmaufnahme der jungen Prinzessin Elisabeth. 1937 filmte sie die Inspektionsreise des neuen Königs Georg VI. bei der Royal Navy.
Zu Beginn des Zweiten Weltkrieges trat sie in den Women’s Voluntary Service ein. Sie organisierte weiter Filmvorführungen, im Rahmen von Veranstaltungen zur Truppenbetreuung sogar in Frankreich. Aus ihren Aufnahmen, die in der Zeit der deutschen Luftangriffe auf London („The Blitz“) entstanden, stellte sie einen Film „Britain at War“ zusammen, der ab 1942 gezeigt und 1946 fertiggestellt wurde.
Bei diesen Aufnahmen nahm sie einige Risiken in Kauf. Sie verglich sich mit einem Soldaten, der statt mit einem Maschinengewehr sich mit der Kamera ins Feuer wagt. Entsprechend sprach sie auch vom Filmmaterial als ihrer „Munition“. Dass das im Krieg nur schwer zu beschaffende Farbmaterial knapp werden könnte, war ihre beständige Sorge.
Als durch die Luftangriffe das Londoner Stadthaus der Familie schwer beschädigt wurde, zog sie in das Luxushotel „The Dorchester“ am Londoner Hyde Park, wo sie sich so wohl fühlte, dass sie über 30 Jahre lang dort wohnen blieb und als „Duchess of Dorchester“ bekannt wurde.
Sie setzte die Dokumentation ihrer Reisen auf Film bis Anfang der 1960er Jahre fort. 1988 verstarb sie im Alter von 91 Jahren.
Ihre Filme waren Gegenstand des ersten Teils von „The Thirties in Colour“, einer vierteiligen BBC-Fernsehserie mit Farbfilmaufnahmen aus den 1930er Jahren.
Ihr filmischer Nachlass wird großenteils im Imperial War Museum aufbewahrt.

## Schriften
- To the land of the pharaohs. The story of the film. Athenaeum Press, London [ca. 1940]
- England at War. Chiswick Press, London 1942 (mit Schwarzweiß-Fotografien, in Zusammenhang mit dem gleichnamigen Film)
- Britain at War: Narrative of a Film Record. MaxLove Publishing, London, 1948. 2., erweiterte Auflage.
- Impressions of liberated Belgium after V.E. day 1945. Selbstverlag, London 1945